# Porto da Areia Larga

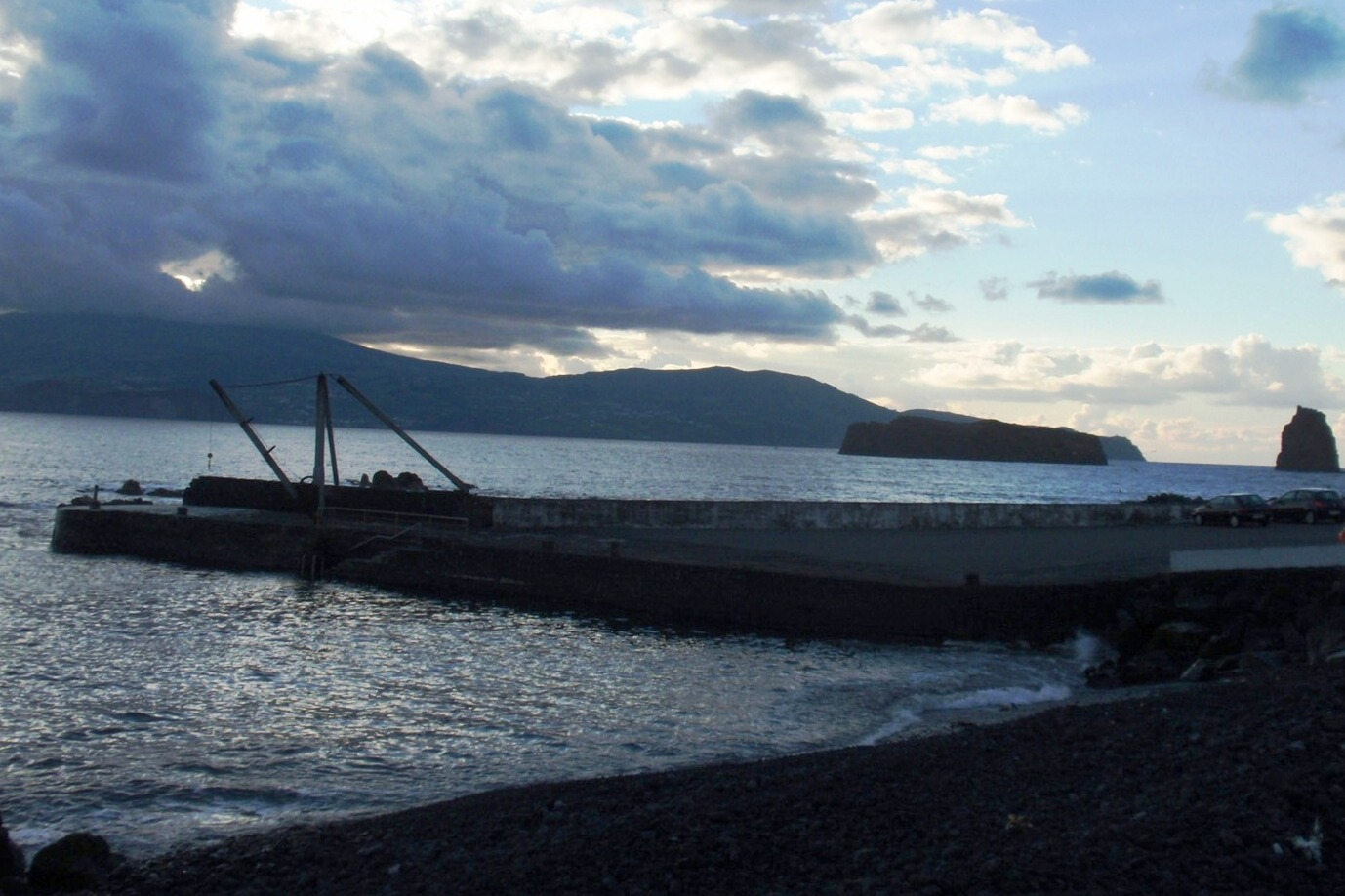
Cais da Areia Larga, Madalena do Pico.

O Porto da Areia Larga localiza-se no lugar da Areia Larga, no concelho da Madalena do Pico, na ilha do Pico, nos Açores.
Esta instalação portuária servia, outrora, como alternativa ao cais da Madalena do Pico. Atualmente é utilizado principalmente para fins piscatórios e de recreio.